# Tylko jedno życie
Tylko jedno życie (ang. One Life to Live, w skrócie OLTL) – amerykańska opera mydlana, emitowana przez stację ABC od 15 lipca 1968 do 13 stycznia 2012 oraz w internecie od 29 kwietnia do 19 sierpnia 2013.
Pomysłodawczynią serialu jest Agnes Nixon. Opowiada on losy mieszkańców fikcyjnego miasta Llanview w Pensylwanii. 

## Emisja

### W USA
Serial emitowany był przez stację ABC przez niemal 44 lata – od 15 lipca 1968 do 13 stycznia 2012. Wyemitowano na jej antenie 11105 odcinków. Była to ostatnia opera mydlana w USA emitowana w standardowej rozdzielczości obrazu. Stacja ABC w 2012 zrezygnowała z serialu na rzecz nowego talk-show The Revolution, natomiast prawa do serialu przekazała firmie Prospect Park, która po rocznej przerwie wznowiła jego produkcję. Serial udostępniany był jednak już tylko w internecie (Hulu, iTunes oraz The Online Network) w postaci 30-minutowych odcinków. Od 29 kwietnia do 19 sierpnia 2013 pokazano ich 40. Emisję zawieszono m.in. w związku ze sporem prawnym ze stacją ABC, która po zakończeniu emisji na swojej antenie, przeniosła część bohaterów do innej swojej produkcji Szpital miejski, gdzie stworzona została ich dalsza, wykluczająca się z kontynuacją historia. Emisja pozostaje zawieszona do czasu rozstrzygnięcia sądowego.

### W Polsce
Serial zadebiutował w niedzielę 13 września 1998 o 15.30 na kanale Nasza TV. Pokazano wówczas odcinek pilotowy. Następnie przez trzy tygodnie od 14 września do 3 października 1998 serial był emitowany od poniedziałku do piątku o godz. 18.00. Od 5 października emisję przesunięto na godz. 14.00, a od 17 października 1998 serial był pokazywany także w soboty. Ostatni odcinek wyemitowano w sobotę 20 lutego 1999. Łącznie pokazano 128 odcinków z roku 1993.

## Aktorzy

### W wyemitowanych ostatnich odcinkach występowali
| Aktor               | Rola                | Status                          |
| ------------------- | ------------------- | ------------------------------- |
| Eddie Alderson      | Matthew Buchanan    | 2001–2012                       |
| Kristen Alderson    | Starr Manning       | 1998–2012                       |
| Melissa Archer      | Natalie Buchanan    | 2001–2012                       |
| Brandon Buddy       | Cole Thornhart      | 2006–2012                       |
| Kassie DePaiva      | Blair Cramer        | 1993–2012                       |
| Michael Easton      | John McBain         | 2003–2012                       |
| Shenell Edmonds     | Desiny Evans        | 2009–2012                       |
| Farah Fath          | Gigi Morasco        | 2007–2012                       |
| David Fumero        | Cristian Vega       | 1998–2012                       |
| David A. Gregory    | Robert Ford         | 2009–2012                       |
| Susan Haskell       | Dr. Marty Saybrooke | 1992–1997, 2004–2005, 2008–2012 |
| Brian Kerwin        | Charlie Banks       | 2007–2012                       |
| John-Paul Lavoisier | Rex Balsom          | 2002–2012                       |
| Mark Lawson         | Brody Lovett        | 2008–2012                       |
| Florencia Lozano    | Tea Delgado         | 1997–2000, 2002, 2008–2012      |
| Kelley Missal       | Danielle Rayburn    | 2009–2012                       |
| Nic Robuck          | James Ford          | 2010–2012                       |
| Erika Slezak        | Victoria Lord Banks | 1971–2012                       |
| Hillary B. Smith    | Nora Hanen          | 1992–2012                       |
| Trevor St. John     | Todd Manning        | 2003–2012                       |
| Robin Strasser      | Dorian Lord         | 1979–1987, 1993–2000, 2003–2012 |
| Tika Sumpter        | Layla Williamson    | 2005–2012                       |
| Jason Tam           | Markko Rivera       | 2007–2012                       |
| Terrell Tilford     | Dr. Greg Evans      | 2009–2012                       |
| Gina Tognoni        | Kelly Cramer        | 1995–2002, 2010–2012            |
| Brittany Underwood  | Langston Wilde      | 2006–2012                       |
| Jerry verDorn       | Clint Buchanan      | 2005–2012                       |
| Tuc Watkins         | David Vickers       | 1994–1996, 2001–2012            |
| Bree Williamson     | Jessica Buchanan    | 2003–2012                       |
| Robert S. Woods     | Bo Buchanan         | 1979–1986, 1988–2012            |

### Gościnnie występowali
| Aktor                                            | Rola                     |
| ------------------------------------------------ | ------------------------ |
| Peter Bartlett                                   | Nigel Bartholomew-Smythe |
| Jacob Clodfelter, Luke Clodfelter                | Sam Manning              |
| Patricia Elliott                                 | Renee Divine Buchanan    |
| Maghann Fahy                                     | Hannah O'Connor          |
| Gavin Alexander Hammon                           | Reed Wagner              |
| Ilene Kristen                                    | Roxy Balsom              |
| January LaVoy                                    | Noelle Ortiz             |
| Jessica Leccia                                   | Inez Salinger            |
| Carmen LoPorto                                   | Jack Manning             |
| Pamela Payton-Wright                             | Addie Cramer             |
| Lenny Platt                                      | Nate Salinger            |
| Sean Ringgold                                    | Shaun Evans              |
| John Rue                                         | Moe Stubbs               |
| Saundra Santiago                                 | Carlotta Vega            |
| Stephanie Schmal                                 | Bree Brennan             |
| Sabine Singh                                     | Wendy                    |
| J.J Singleton                                    | Darren Price             |
| Madeline Sullivan, Molly Sullivan, Tess Sullivan | Hope Manning             |
| Maximillian Tapper                               | Detective Price          |
| Matthew Walton                                   | Elijah Clarke            |
| Austin Williams                                  | Shane Morasco            |
| Kourtney Kardashian                              | Kassandra Kavanaugh      |